# كتا (سادات محمودي)
كتا (بالفارسية: کتا) هي قرية تقع في إيران في قسم سادات محمودي الريفي. يقدر عدد سكانها بـ 421 نسمة .